# Чульбас

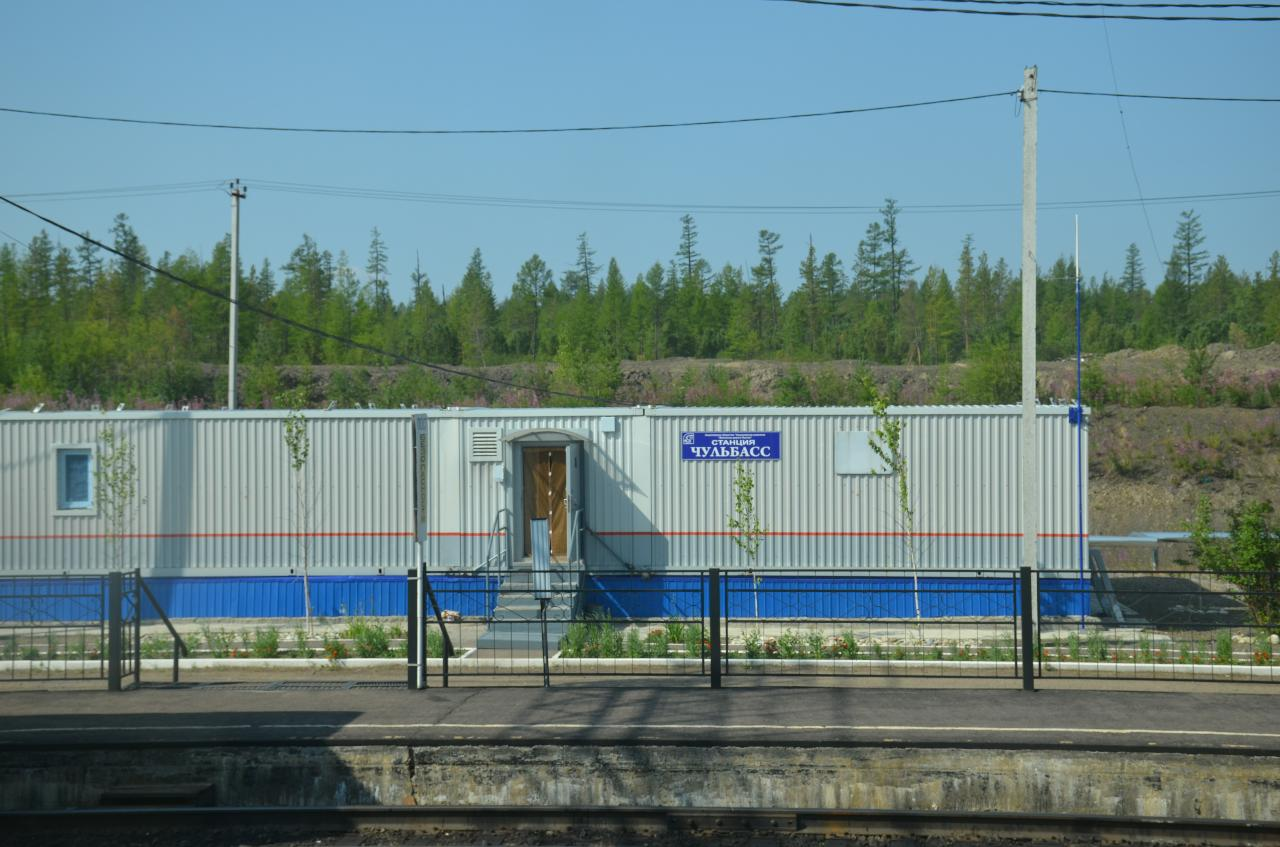
Вокзал

56°57′16″ пн. ш. 124°51′26″ сх. д. / 56.954444444444° пн. ш. 124.85722222222° сх. д.
Чульбас (рос. Чульбасс) — станція Якутської залізниці (Росія), розміщена на дільниці Нерюнгрі-Пасажирська — Нижній Бестях між роз'їздом Чульман (відстань — 15 км) і станцією Тінистий (11 км). Відстань до ст. Нерюнгрі-Пасажирська — 45 км, до транзитного пункту Тинда — 274 км.